# Watertoren (Radio Kootwijk)
De watertoren in Radio Kootwijk (Nederlandse gemeente Apeldoorn) is gebouwd in 1922. De toren is ontworpen door Julius Maria Luthmann, architect uit de Amsterdamse school die ook de gebouwen A en H in dezelfde plaats ontwierp.
De watertoren heeft een hoogte van 37,85 meter en had een waterreservoir van 110 m3. Het water werd op een diepte van 30 meter uit de grond gepompt.
De toren verzorgde het koelwater voor het zendstation Radio Kootwijk en de watervoorziening van de bewoners van het gelijknamige dorp. Daarnaast had de toren ook een functie als lichtbaken, om het luchtverkeer te waarschuwen voor de zeer hoge zendmasten in de omgeving. De lichtkoepel boven in de toren had een eigen toegang, volledig gescheiden van de toegang tot het waterreservoir. Personeel van de watervoorziening had hierdoor geen toegang tot het lichtbaken en omgekeerd.
Sinds de sluiting van het zendstation is de watertoren niet meer regulier in gebruik. De installaties en leidingen zijn nog wel operationeel en kunnen gebruikt worden als bluswatervoorziening bij brand.
De watertoren heeft de status van rijksmonument.
Aalten · 
Arnhem ·
Berg en Dal ·
Bontebrug ·
Culemborg ·
Doetinchem ·
Doorwerth ·
Ede ·
Eibergen ·
Ermelo ·
Harderwijk ·
Leur ·
Lochem · 
Nijkerk ·
Nijmegen ·
Oosterbeek ·
Radio Kootwijk ·
Tiel 
(Oude ·
Nieuwe) ·
Ulft ·
Wageningen
(Generaal Foulkesweg · Belvedère) ·
Winterswijk ·
Wolfheze ·
Zaltbommel
(Oude · Nieuwe) ·
Zutphen
(Drogenapstoren · Warnsveldseweg) ·
Gebouw A (zendgebouw) · Gebouwen, C, D en E (zendgebouwen) · Gebouw F (directiegebouw) · Gebouw G (constructiehal voor zendapparatuur) · Gebouw H (hotel) · Gebouw P (Utrechtse loods) · Autogarage C · 50kV-station · Watertoren